# Брест-Восточный
Бре́ст-Восточный (бел. Брэст-Усходні) — железнодорожная станция , один из вокзалов в городе Брест (Белоруссия)